# San Andrés Zabache (kommun)
San Andrés Zabache är en kommun i Mexiko.   Den ligger i delstaten Oaxaca, i den sydöstra delen av landet, 400 km sydost om huvudstaden Mexico City. Antalet invånare är 756. Arean är 36 kvadratkilometer.
Terrängen i San Andrés Zabache är huvudsakligen kuperad, men åt nordost är den platt.
Följande samhällen finns i San Andrés Zabache:
- San Andrés Zabache